# Affin rejtjel
Az affin rejtjel a helyettesítő rejtjelnek egy speciális, monoalfabetikus és szimmetrikus esete. Ez az egyik leginkább zavarba ejtő kód, amelyet valaha kitaláltak: a küldő könnyen meghatározhatja, hogy mennyivel akarja megváltoztatni a rejtjelet, de ez jóval megnehezíti az üzenet fogadójának a dolgát. Mindezek ellenére nagyon hasznos háborús célokra.
Az affin-rejtjelnél egy betűnek az enkripciós függvénye {\displaystyle e(x)=(ax+b){\pmod {m}}}, ahol
- {\displaystyle a} és {\displaystyle m} relatív prímek (másképp {\displaystyle a}-nak nem lenne reciproka modulo {\displaystyle m}).
- {\displaystyle m} az adott ábécé nagysága.

A dekripciós függvény {\displaystyle d(x)=a^{-1}(x-b){\pmod {m}}}, ahol {\displaystyle a^{-1}} {\displaystyle a} reciproka {\displaystyle \mathbb {Z} _{m}} halmazon belül.
Ez a rejtjel egy helyettesítő rejtjelnél kevésbé biztonságos, mivel minden, helyettesítő rejtjelek ellen alkalmazott (és több más) támadással sebezhető. A kód gyengesége abból fakad, hogy ha az elemzőnek sikerül megtudnia, hogy két kódolt karakter eredetileg milyen betűt jelentett (gyakoriságelemzéssel, nyers erővel, találgatással vagy bármi más módon), akkor a kulcs megszerezhető egy egyenletrendszer megoldásával. Tudjuk, hogy {\displaystyle a} és {\displaystyle m} relatív prímek, ami jól felhasználható abból a célból, hogy gyorsan megszabaduljunk sok "hamis" kulcstól egy automatizált rendszerben.